# Notre nature
Pour les articles homonymes, voir Nature et Nature  (homonymie).
Pour plus de détails, voir Fiche technique et Distribution.
Notre nature (en néerlandais : Onze Natuur) est un projet belge sur la nature avec des films, des séries télévisées, un site Web et des séries de livres. En septembre 2022, Notre Nature, Le Film est présenté en première au cinéma (version en néerlandais : Onze Natuur, De Film). Au printemps 2023, il sera diffusé sous la forme d'une série télévisée en sept épisodes en collaboration avec la VRT et RTL TVI.
Les créateurs l'appellent « l'histoire pleine d'espoir de la nature fragmentée en Belgique qui est sous pression, mais parvient toujours à survivre. Il raconte l'histoire des vainqueurs, des opportunistes [... ] Mais aussi celle des perdants ».

## Synopsis
Le film montre la nature belge et comment elle peut être étonnamment belle dans ce pays densément peuplé,,. Cela le rend comparable au film néerlandais De Nieuwe Wildernis (nl) sorti en 2013.

## Fiche technique
- Titre original : Notre nature
- Réalisation : Dick Harrewijn, Pim Niesten, Maria Lise Van Lente, Serge Leurs (nl)
- Scénario :
- Photographie : Dick Harrewijn, Pim Niesten
- Montage : Helen Delachaux, Jozef Deville, Pablo Eekman, Tim Hemelhof, Daniel Wiersma
- Musique :  Dirk Brossé (nl)
  - Bande annonce : Yannick Fondery et Daan[5]
- Production : Nico Van de Velde, Bart Verbeelen
- Sociétés de production : Hotel Hungaria (nl)
- Pays de production : Belgique
- Langue originale : français, néerlandais
- Format : couleur
- Genre : documentaire
- Durée : 86 minutes
- Dates de sortie :  
  - Belgique : 21 septembre 2022

## Distribution
- Typh Barrow : voix (version française)[6]
- Matteo Simoni : voix  (version néerlandaise)

## Production
Les séquences ont été tournées pendant 2,5 ans (900 jours de tournage) en toutes saisons dans différentes zones naturelles de Belgique, en collaboration avec Natuurpunt et l'Agentschap voor Natuur en Bos (nl) (litt. Agence pour la nature et la forêt). Les scènes incluent notamment des images en gros plan d'un faucon attrapant un lapin dans le Limbourg, des oisons égyptiens sur la glace d'un étang à Bruxelles et des lièvres boxant près de Mons.

## Site web et édition
En plus de la série de films et de documentaires, il y avait déjà un site Web d'accompagnement avec des fragments d'images et des articles informatifs sur les plantes et les animaux.
Parallèlement, quatre livres en néerlandais ont été publiés dans la série "Onze Natuur", dont le guide des oiseaux est également paru en français.

## Musique
Le film Notre nature est projeté à onze reprises dans des salles de concert entre septembre et décembre 2022, accompagné en direct de la musique composée pour le film par le compositeur et chef d'orchestre  Dirk Brossé (nl) et l'orchestre de chambre Prima la musica (de).

## Fréquentation en salles
La première semaine, le film a attiré 25 000 spectateurs, un record pour un documentaire belge sur la nature. Après cinq semaines, il y avait 113 000 spectateurs, à la suite de quoi la maison de production Hotel Hungaria (nl) a reçu un nouveau prix FFO du Festival du film d'Ostende pour cette occasion. Fin 2022, le film atteint 250 000 spectateurs.